# Преображенка (Целиноградский район)
Преображенка (каз. Преображенка) — село в Целиноградском районе Акмолинской области Казахстана. Входит в состав сельского округа Рахымжана Кошкарбаева. Код КАТО — 116667500.

## География
Село расположено на левом берегу реки Нура, на расстоянии примерно 31 километров (по прямой) к юго-востоку от административного центра района — села Акмол, в 7 километрах к северу от административного центра сельского округа — села Рахымжана Кошкарбаева.
Абсолютная высота — 338 метров над уровнем моря.
Ближайшие населённые пункты: село Кызылжар — на востоке, село Шнет — на северо-западе, село Рахымжана Кошкарбаева — на юге, город Косшы — на севере. 
Восточнее села проходит автодорога республиканского значения — Р-3 «Астана — Темиртау»

## Население
В 1989 году население села составляло 278 человек (из них казахи — 39%, русские — 28%).

В 1999 году население села составляло 171 человек (87 мужчин и 84 женщины). По данным переписи 2009 года, в селе проживало 145 человек (75 мужчин и 70 женщин).
| Численность населения | Численность населения | Численность населения |
| 1989                  | 1999                  | 2009                  |
| --------------------- | --------------------- | --------------------- |
| 278                   | ↘171                  | ↘145                  |